# McDonnell Aircraft

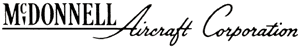
logo McDonnell Aircraft

McDonnell Aircraft was een Amerikaans vliegtuigproducent. Het bedrijf werd opgericht op 6 juli 1939 door James S. McDonnell en was gevestigd in Saint Louis (Missouri) op Lambert Field (nu Lambert–St. Louis International Airport). Tijdens de Tweede Wereldoorlog bouwde het een aantal Fairchild AT-21 trainers in licentie, en onderdelen voor vliegtuigen van andere fabrikanten. Het eerste eigen ontwerp was de XP-67 "Moonbat", waarvan slechts een prototype werd gebouwd. Dit contract werd opgezegd nadat het toestel crashte. In 1943 kreeg McDonnell een contract van de US Navy voor een straaljager die vanop vliegdekschepen kon opereren; dat werd de XFD-1/FH-1 Phantom. Kort na de eerste vlucht van dat toestel bestelde de Navy reeds de opvolger ervan, de XF2D-1 Banshee. De Banshee werd in grote aantallen besteld en vestigde McDonnell definitief als leverancier van straaljagers voor de Navy. Belangrijke opvolgers waren de Demon, de Voodoo en de Phantom II. Daarnaast bouwde McDonnell enkele experimentele toestellen zoals de XV-1 Convertiplane autogiro en de XF-85 Goblin, een kleine straaljager die in het bommenruim van een bommenwerper meevloog.
Op 28 april 1967 fuseerde McDonnell Aircraft met Douglas Aircraft Company tot de McDonnell Douglas Corporation.

## Vliegtuigen
- XP-67 (6 januari 1944)
- XFD-1 Phantom (26 januari 1945)

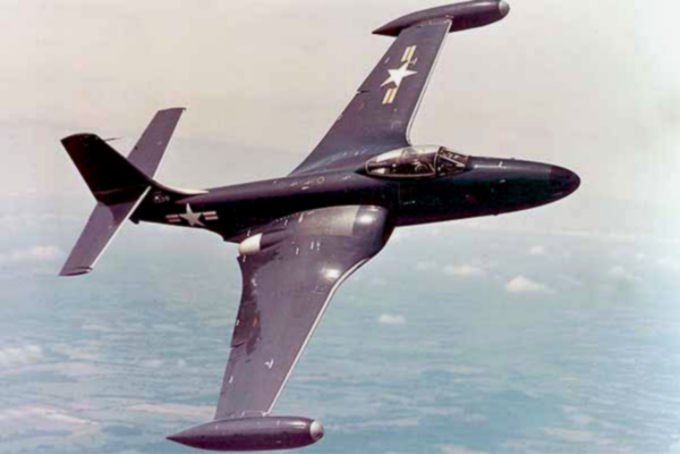
de F2H Banshee

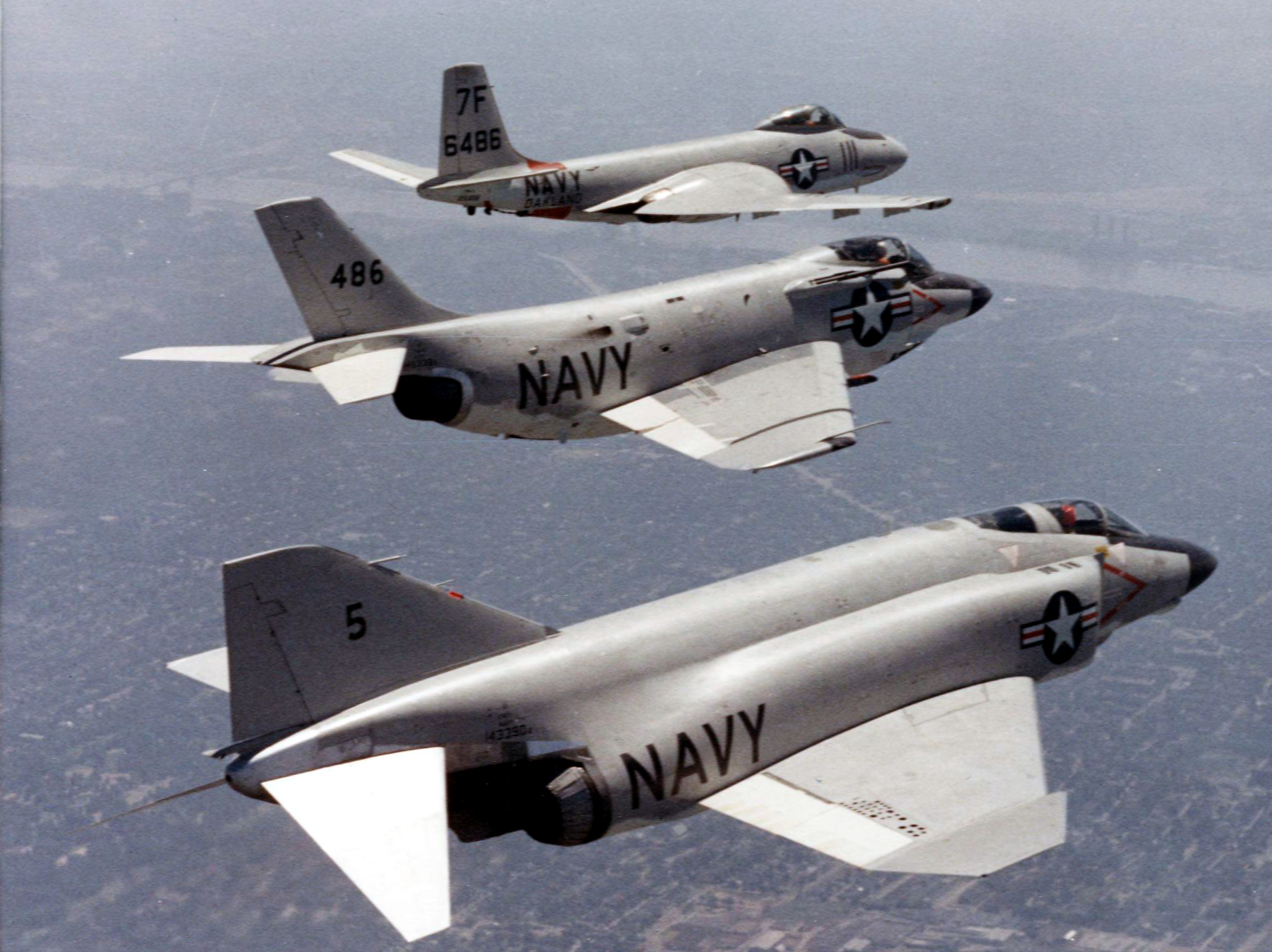
Een Banshee, Demon en Phantom II in formatie

- F2H Banshee (11 januari 1947) - 895 gebouwd
- XHJD Whirlaway
- XH-20 ramjet tip-drive
- XV-1
- Model 120 (1958)
- XF3H Demon (7 augustus 1951)
  - F3H-2/2M/2N
- XF-85 Goblin
- XF-88 Voodoo
- F-101 Voodoo (29 september 1954)
- Model 220
- Mercury-ruimtecapsule
- Gemini-ruimtecapsule
- XF4H-1 Phantom II (27 mei 1958) - 5157 gebouwd